# Joan Lluís Pujol i Font
Joan Lluís Pujol i Font (n. Perelló; 7 de abril de 1901 - f. Worcester; 16 de febrero de 1963) fue el primer Secretario General de Esquerra Republicana de Catalunya.

## Antecedentes familiares
Joan Lluís Pujol i Font nació en Perelló el 7 de abril de 1901, hijo de José Pujol i Capsada y de Misericòrdia Font i Martí originarios de Reus. Sus hermanos fueron: Josep, Miquel, Bonaventura, Tomàs y Montserrat.
En 1908 la familia se trasladó a El Prat de Llobregat, con la idea de facilitar los estudios universitarios de los hijos.
Los inicios de esta nueva etapa fueron duros para la familia, ya que el padre heredaba la oposición que el caciquismo conservador local había practicado hacia el médico que él iba a sustituir, pero también a que pocos meses después de este traslado moría la madre. El carácter animoso y la entrega a sus pacientes de Josep Pujol, que los años siguientes tuvo una intensa actividad profesional, asociativa y política local, hicieron que la familia fuese remontando esta situación.
En 1914 se casó en segundas nupcias con Antònia Pallarès i Martí. El ambiente familiar de corte nacionalista y de izquierdas marcó la tendencia política de los hermanos Pujol.

## Inquietudes políticas
En 1918, Joan Lluis, aún sin terminar el bachillerato, ya se preocupaba de los asuntos sociales y políticos, producidos por la carestía de la vida y de la confusión política, como podremos ver en unas anotaciones en su Dietario, que hablan de las largas colas de mujeres ante las carbonerías pidiendo carbón, rumores de la revolución en Madrid, los ruidos en toda España debido a las subsistencias o la declaración del Estado de Guerra en Barcelona.
A diferencia de sus hermanos, que cursaron estudios de Medicina o de Farmacia, Joan Lluís hizo estudios de Derecho . Formó parte de las juventudes del Centro Autonomista, entidad que su padre había contribuido a fundar el Prat, y fue redactor de Eco, la publicación que impulsaba el Centro.
En otoño de 1920, fue elegido en Miquel Pujol, como uno de los dos vocales de la Junta de la Juventud Nacionalista, constituida por seis personas . La cita Junta era una sección del Centro Autonomista de El Prat.
Joan Lluís Pujol publicó entre 1920 y 1921, tres interesantes artículos sobre aspectos filosóficos de las ideologías políticas, el periódico nacionalista pratense El Eco con el título genérico "De re sociológica". El 21 de marzo de 1921, se celebró en el Centro Autonomista de El Prat, que en esa época estaba presidido por el Dr. . Josep Pujol, padre de Juan Luis Pujol Font, una " Velada necrológica en honor del Dr. . Martí Julià y de Mac Seeeney " . Joan Lluís Pujol, fue uno de los oradores que intervinieron en esta velada, en representación de la Asociación Catalana de Estudiantes, el cual ... haga un parlamento patriótico. "
También el 11 de septiembre de 1921, tuvo lugar en el Centro Autonomista una velada conmemorativa, en el que aparte de la participación de hombres y mujeres del Pomell de Juventud, que recitaron poemas, intervinieron con entusiastas parlamentos varias personas, entre los que el de Joan Lluís Pujol, que lo haga en representación de la Asociación Catalana de Estudiantes.
Se licenció en derecho.
Estudió la carrera de Derecho compatibilizándolo con el trabajo en una farmacia y se queda a vivir en una pensión de Barcelona.
En 1924 obtuvo la licenciatura por la Universidad de Barcelona y empezó a ejercer como abogado en esta ciudad.
Se constituye en Barcelona, en enero de 1928, el Ateneo República, con la finalidad de promover y difundir las ideas republicanas y de izquierda. Juan Luis es nombrado Secretario. Una de sus actividades es la de conferenciante de temas culturales, legales y políticos, en la que tuvo mucho éxito.
En 1928 participa como Secretario en la fundación de Comercial Bonin SA, corporación manufacturadora de productos farmacéuticos, distribución y venta al detalle.
Hacia 1929, el Ayuntamiento del Prat le encargó un dictamen relativo a la extracción de áridos (gravas y arenas) del río Llobregat, a fin de proteger los derechos tradicionales de los vecinos del Prat.
Fue un miembro activo del Colegio de Abogados de Barcelona, participando en muchos debates. En marzo de 1930 participó en la formación del Centro Republicano de Barcelona.

## Activista político
En torno a 1930 aparece como colaborador del semanario L'Opinió y como miembro del grupo de intelectuales reunidos en torno a esta publicación y que se reunía en el Ateneu Barcelonès. El mismo año fue uno de los firmantes del Manifiesto de Inteligencia Republicana, que pretendía aglutinar las fuerzas republicanas, nacionalistas y sindicales.
En el Fomento Republicano del distrito séptimo se celebró, en mayo de 1930, una reunión preparatoria de la Conferencia de Izquierdas Catalanas.
En octubre de ese mismo año, L'Opinió, revista nacionalista, republicana y de izquierdas, hizo un llamamiento para la constitución de una nueva formación política a través de una Conferencia de Izquierdas Catalanas. Juan Luis, elaboró la declaración de principios de la Conferencia, con Salvador Albert, Lluhí Vallescà y Humbert Torres. El grupo de La Opinión y el Partido Republicano Catalán liderado por Lluís Companys fue la base de esta iniciativa . Joan Lluís formaba parte del grupo que propugnaba la instauración de una república federal. Formó parte del Comité Pro Libertad que exigía el retorno inmediato de Francesc Macià y una amnistía política generosa, en septiembre de 1930.
El 22 de febrero de 1931, retorna Macià en Cataluña. Juan Luis y Tomás fueron con auto recibirlo al Empalme donde ha bajado . Había unos 40 autos.
A partir del retorno a Cataluña de Francesc Macià en febrero de 1931, que se convirtió en un símbolo de Cataluña que galvanizar a la opinión pública, el grupo de La Opinión le dio su apoyo. Estado Catalán, el partido de Macià, se dio cuenta de que una opción solamente catalanista no podría triunfar y dirigió la opción nacionalista de izquierdas. Joan Lluís fue un convocante del Movimiento Unitario de Izquierdas y fue elegido secretario, con Francesc Macià de presidente.
Fue miembro de la comisión organizadora de la Conferencia de Izquierdas que llevó a la fundación de Esquerra Republicana de Cataluña, en el que fue uno de los secretarios de la mesa del acto y se convirtió en el primer secretario general del partido.
Fue ponente de Economía, Finanzas y Cooperativismo y de Organización del Congreso. Su hermano Tomás preside la ponencia de Sanidad, y participó en la de Estructuración del Partido. Los dos hermanos colaboraron en la junta preparatoria de los estatutos.
Tomàs conoce a Macià, Lluís Companys, Ventura Gassol, Joaquim Ventalló, etc. En su casa de la calle Flaquer, se hacen varias reuniones preparatorias er a la fundación del nuevo partido.

## Secretario General de Esquerra Republicana de Catalunya
El 14 de marzo, una vez puestas de acuerdo las tres corrientes que participaban en la Conferencia: grupo L'Opinió, nacionalistas y republicanos, se procedió a la creación de Esquerra Republicana de Cataluña, bajo la presidencia de Francesc Macià, de la que Miquel continuó siendo secretario.
Fue candidato de Esquerra a las elecciones municipales de abril de 1931, por el distrito X de Barcelona, pero no consiguió la elección. Poco después, en el proceso de reestructuración de la dirección del partido para afrontar la nueva situación política-el éxito electoral, la proclamación de la República y la formación de la Generalidad provisional-, dejó la secretaría general que ocupó Josep Tarradellas.
El 14 de abril de 1931, a las quince horas, Joan Lluís Pujol, Secretario del Partido de Estado Catalán, llama a su padre Josép Pujol i Capsada, alcalde electo del ayuntamiento del Prat, que en unión de los Sres. Companys, Gassol, y otros concejales electos, se habían apoderado del Ayuntamiento de la Capital y procedido a proclamar la República; interesante su se hiciera lo mismo en este pueblo.

## Diputado por Barcelona ciudad
Por decreto de 28 de abril de 1931, se dispuso la creación de la Diputación Provisional de la Generalidad de Cataluña. Las principales finalidades asignadas a la Diputación eran: nombrar una ponencia para redactar el anteproyecto del Estatuto de Autonomía, intervenir en la organización de la Generalidad y resolver los asuntos corrientes. En las elecciones de mayo de 1931, Joan Lluís, fue uno de los 9 diputados elegidos por Barcelona ciudad.
La Diputación Provisional de la Generalidad de Cataluña quedó constituida por 27 diputados de ERC, 8 de Acció Catalana Republicana, 4 de Unión Socialista de Cataluña, 5 Independientes de Entesa Republicana y 1 radical.
El 13 de julio se reunió la Asamblea de la Diputación Provisional para discutir y aprobar la ponencia redactada en Nuria del Estatuto de Autonomía de Cataluña.

## Conferenciante
En enero de 1932 impulsó el semanario de d'Esquerra Fornal, que pasó a dirigir ya escribir artículos de opinión, a menudo de tema jurídico. El mismo año, pasó a ser colaborador de La Campana de Gracia, en su nueva etapa bajo la dirección de Joan Puig i Ferrater.
En su acción política se ocupó del progreso de los agricultores, actuando en defensa de sus derechos y participa en debates de la Unión de Rabassaires, sobre la nueva ley agraria. Intervino en varios actos de propaganda de la Unión de Rabassaires.
En el Ateneo Santboià de Sant Boi el diputado Miquel participó en un acto para la construcción del pantano de Cabrians en abril de 1932. El Presidente Macià presidió el acto, acompañado por la señorita Montserrat Pujol Font i Josep Pujol Capsada (exalcalde del Prat) y padre de Joan Lluís.
Formó parte de la Comisión parlamentaria de Justicia y derecho. En su función de diputado tuvo problemas con elementos de la FAI.

## Actividad política
Es nombrado Jefe del Servicio de Recaudación de la Ayuntamiento de Barcelona en septiembre de 1932 y luego también Director cabeza de Avituallamiento hasta febrero de 1934.
Actuó en defensa de que la situación del aeropuerto se mantuviera en el Prat, contra el proyecto de situarlo en Gavá.
Participó en el II Congreso de Izquierda Catalana de Cataluña.
La Junta Revolucionaria del Prat dio el nombre de Francesc Macià en la plaza que antes se llamaba de la Constitución en homenaje al Presidente. El alcalde dio la palabra al teniente de alcalde Josep Pujol Capsada por los méritos contraídos por éste en defensa de Cataluña y de la República, el cual elogió la persona de Macià. El Diputado Miguel Pujol y Fuente intervino ensalzando la figura del homenajeado.
En las elecciones generales para el Congreso de 1933, formó parte de la candidatura de Izquierda-en coalición con otras fuerzas-para Tarragona, sin obtener la elección, en el contexto del retroceso electoral de los partidos de izquierda.

## Comisario delegado de Seguridad de la Generalidad en Tarragona
En enero de 1934 fue Comisario delegado de Seguridad de la Generalidad en Tarragona, lo que lo obligó a actuar en unos momentos de mucha conflictividad y de la necesidad de reforzar la autoridad dentro de la libertad que sigue el Gobierno. Fue nombrado vocal de la Junta organizadora del Somatén, dependiente de la Consejería de Gobernación.

## Actividad jurídica, cultural y política
En los Juegos Florales de 1934, celebrados en el Centro Artesano del Prado, formó parte de la presidencia, conjuntamente con el Consejero Ventura Gassol, que había sido mantenedor de los mismos, el alcalde, Josep Gibert Pascual ( ERC ), el juez Municipal, Tomás Pujol y Fuente.
En mayo de 1935, en la Academia de Jurisprudencia y Legislación de Cataluña, "... ha habido unas discusiones sobre la ponencia de la Junta de Gobierno relativa a las facultades legislativas del Parlamento Catalán " . " El distinguido abogado y buen amigo nuestro . J.Ll. Pujol Font, tomó parte con gran acierto, siendo su muy felicidad al final por los conocimientos que demostró con su brillante y acertada intervención".
Joan Lluís salió el 16 de agosto de 1935, con su padre, con el expreso hacia Madrid para ir después hacia Sevilla y el Puerto de Santa María, para visitar el penal a Companys y otros políticos encarcelados por los hechos de octubre de 1934.
Después de dormir en Puerto de Santa María, fueron a ver a Carmen Ballester, amiga de Compañeros y esposa de Comorera y Roseta . Por la tarde vieron a Companys, Lluhí y Comorera. Sin rejas en una habitación con sillones y sofás.
Un efecto de tristeza, dolor y rabia al verlos marchar detrás de la reja . Fui a ver el puerto y la playa. Volvemos a la cárcel, los vemos a través de una reja.
Vamos al Castillo de Santa. Catalina con un coche. El capitán de guardia nos niega dejarnos ver a los presos . A ruegos el vencemos . Mucha alegría al vernos . Ricart, Bosch, Escofet, Sala.
A finales de 1935, se firmó un nuevo tratado de comercio con Francia, relativo a la exportación de verduras . Este tratado, sin embargo, favorecía a los valencianos en perjuicio de la agricultura catalana, especialmente la del Bajo Llobregat . Para tratar de esta temática se celebró convocada por la Federación Agrícola del Llobregat una asamblea, el 22 de diciembre de 1935, en San Feliu de Llobregat. Presidio esta reunión entre otras personalidades, Joan Lluís Pujol Font, siendo éste uno de los oradores que intervinieron en el debate.
En febrero de 1936 se constituyó el Congreso Jurídico Catalán del que forma parte de la sección primera que tenía por objeto " Fijar el alcance de la autonomía legislativa de Cataluña"
En la Academia de Jurisprudencia y Legislación de Cataluña editó, en 1936, las participaciones del académicos sobre temas de Derecho Público del curso 1934-35. Entre los académicos que destacaron en sus discursos La Vanguardia cita a Joan Lluís Pujol.
En 1936 Joan Lluís Pujol, tenía su despacho en la calle Lauria n.º 116 de Barcelona, aunque seguía empadronado en El Prat de Llobregat.
También participó en el Primer Congreso Jurídico Catalán de mayo de 1936, que se dedicó a debatir sobre el alcance de la Autonomía de Cataluña y de la reforma del Derecho Civil Catalán . Fue ponente en la comisión que trató de la delimitación de las competencias establecida por el Estatuto de Cataluña y de las facultades que corresponden a la Generalidad y de las que corresponden al poder central . Dentro de esta comisión formó parte de la comisión dictaminadora.
Fue Presidente del Ateneo Republicano. Formó parte del Comité catalán pro Estatuto Gallego, como representante del Ateneo Republicano.

## Jefe de Avituallamiento del Ayuntamiento de Barcelona
Fue jefe de avituallamiento del Ayuntamiento de Barcelona y actuó en la organización de los almacenes de Barcelona al comienzo de la Guerra, formando parte del Comité Central de Avituallamiento que atendía a las cantinas, las milicias que operaban en el Frente y en los hospitales .

## Miembro del Consulado español en Marsella y se exilia
Vivió buena parte de la Guerra en Marsella, como miembro del consulado español. Viajar a La Habana desde Marsella, donde llegó el 01/07/1939. Vivió con su hermano Ventura que ya había emigrado anteriormente. Conjuntamente con él gestionaron la introducción de los productos farmacéuticos de los laboratorios de Comercial Bonnin, del que era socio su hermano Miguel en Barcelona. Representó a través de Jolfont Agency otros productos. También montó una agencia de publicidad con unos amigos. Emigró a Detroit, Míchigan, en 1941, de donde pasó a Nueva York, para la introducción de los productos farmacéuticos en EE. UU., principalmente unos autoinyectables que representaban una innovación internacional. Empleo que siempre compatibilizó con los trabajos que desarrolló posteriormente.

## Presidente del Centro Catalán en Nueva York
Colaboró en publicaciones de los centros catalanes de América, como La Nova Catalunya, editada por el Centro Catalán de La Habana, y Veu Catalana, editada en México y fue presidente del Centro Catalán de Nueva York.

## Vida en el exilio
Entró a trabajar, en 1942, en la planta de productos farmacéuticos de Schering Corporation, en Bloomfield, como Director de Promociones en la Literatura y del Departamento de Exportación . El mismo año se trasladó a vivir en Montclair, New Jersey, para estar más cerca del trabajo.
Se casó con Manuela Dolores (Lola) Urrutia León de nacionalidad cubana, el 6 de marzo de 1943, prima hermana de Manuel Urrutia, lo que fue Presidente en los primeros 5 meses de la era de Fidel Castro en Cuba.
Se trasladaron a Newark, New Jersey, donde nació, el 20 de noviembre de 1946, su hijo Juan Luis.
En 1948 consiguió que la empresa farmacéutica Strong Coob & Arner, Inc., De Cleveland, Ohio emprendiera la fabricación de los autoinyectables, donde entró a trabajar de Export Manager . Este hecho comportó el cambio de residencia en Cleveland Heights, Ohio.
Envió a su hijo a Cuba, en casa de su cuñada Urrutia, para que aprendiera el castellano.
En Cleveland participó en la vida asociativa, fue miembro de la Junta Directiva de la Cleveland World Trade Association y miembro del Bureau of Speakers of Council of World Affairs de Cleveland y Vicepresidente del Cleveland Chess Club.
Su hija vivía en Cuba durante la revolución, lo que les tenía preocupados por el peligro que había. La caída del tirano Batista, en enero de 1959, los llenó de alegría. Al ser primos hermanos de lo que sería nuevo presidente Manuel Urrutia, Miguel fue entrevista por la radio y televisión de Cleveland, para explicar la visión que tenía del cambio.
Fueron invitados a presenciar la entrada de Castro en La Habana, en un avión puesto a disposición de personalidades cubanas de Estados Unidos. El pueblo cubano recibió a Castro ya su ejército de barbudos, con emoción y alegría como el liberador.
La alegría duró poco ya que Urrutia disentir de algunas medidas tomadas por Castro y los cinco meses tuvo que exiliarse en la embajada de Venezuela y después de México.
En vista de la tensión política creciente fueron a buscar, en 1960, su hijo en Cuba, que estudiaba en un colegio que seguía el plan estadounidense. Constataron que la clase media estaba decepcionada, que el régimen había dividido a los cubanos.
En 1961 la Moore Kirk Laboratories de Worcester, Massachutess tomó la licencia para fabricar los autoinyectables y lo contratase como Director de Exportaciones. Volvieron a cambiar de domicilio ahora en Worcester.
Murió el 16 de febrero de 1963 de un ataque al corazón, en Worcester.